# シギー・グラブナー

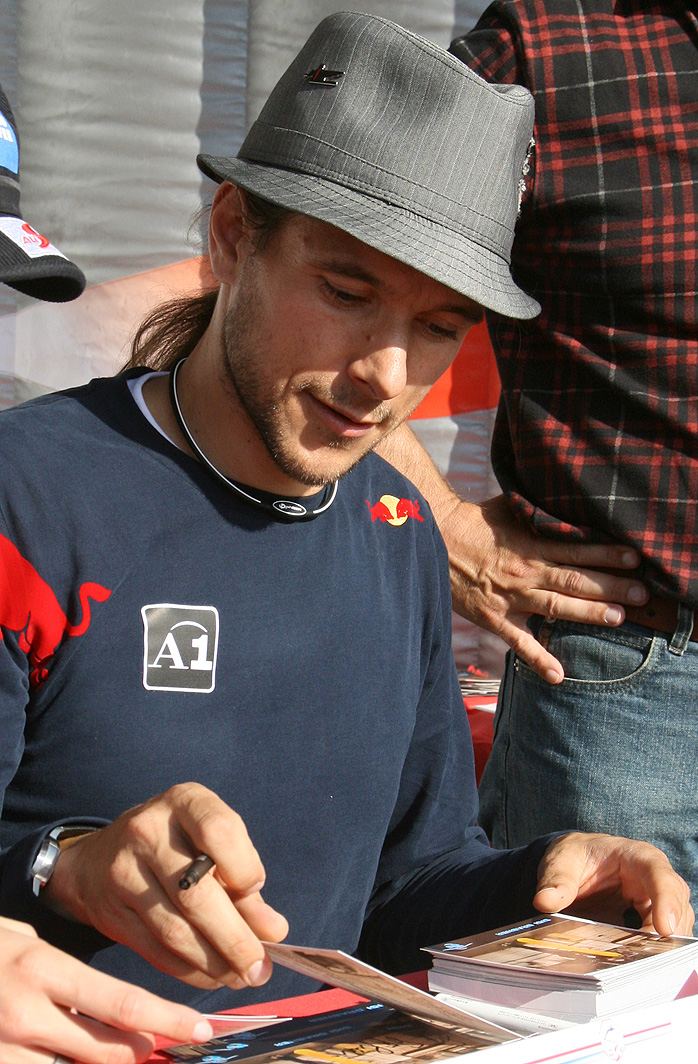
2009年撮影

シギー・グラブナー（Sigi Grabner、本名：ジークフリート・グラブナー、Siegfried Grabner、1975年2月4日 - ）は、オーストリア出身のプロスノーボーダー。自身のプロデュースするブランドSG SNOWBOARDSを使用する。
プロ転向後、2003年にクライシュベルグで行われたスノーボード世界選手権のパラレル回転で優勝。次大会の2005年ウィスラーのパラレル回転でも３位入賞。

2006 トリノではオーストリア代表としてパラレル大回転に出場し、銅メダルを獲得した。